# Kamenice nad Lipou (zámek)
Zámek Kamenice nad Lipou v Kamenici nad Lipou vznikl na místě bývalého hradu ze 13. století.

## Historie
Současná podoba zámku pochází z doby realizace mezi lety 1580 a 1583 v renesančním stylu s arkádovým nádvořím a zahradou okolo, v níž se nachází 700–800 let stará lípa, podle níž město dostalo svůj název. Vstupní věž je barokní a pochází z roku 1744. Do současné klasicistní podoby byl zámek upraven v první polovině 19. století. Posledními soukromými majiteli zámku byli Geymüllerové, kterým byl majetek v roce 1945 zkonfiskován. V letech 1945 až 1998 byly prostory zámku využívány jako dětská ozdravovna.
Kamenický zámek od roku 1998 spravuje Uměleckoprůmyslové muzeum v Praze (UPM, též UmPrum), které jej do roku 2004 náročně zrekonstruovalo. Roku 2004 byl zámek otevřen veřejnosti – v přízemí severního křídla se nachází stálá expozice a pořádají se zde krátkodobé výstavy UPM. Jižní křídlo slouží jako výstavní prostory městského muzea a rovněž jako obřadní síň. Veřejnosti je přístupné i sklepení s gotickým sálem.

## Stálé expozice
- Kované železné práce – mříže, truhly, klíče, zámky, klepadla a další kované architektonické doplňky od gotiky do počátku 20. století
- Hračky pro kluky i děvčata (ze sbírky Františka Kyncla) – hračky z konce 19. a z 20. století
- Studijní depozitář nábytku 19. a 20. století – vývoj nábytkového designu v Čechách, na Moravě a v dalších evropských zemích
- Muzeum pro všechny smysly – expozice Městského muzea seznamující návštěvníky hravou formou s více než 750letou historií města Kamenice nad Lipou

## Hračkobraní
Na zámku v Kamenici nad Lipou je každoročně pořádán letní festival hraček, jejich návrhářů a výrobců, včetně prací studentů uměleckých škol a sběratelů z ČR i zahraničí.

## Galerie

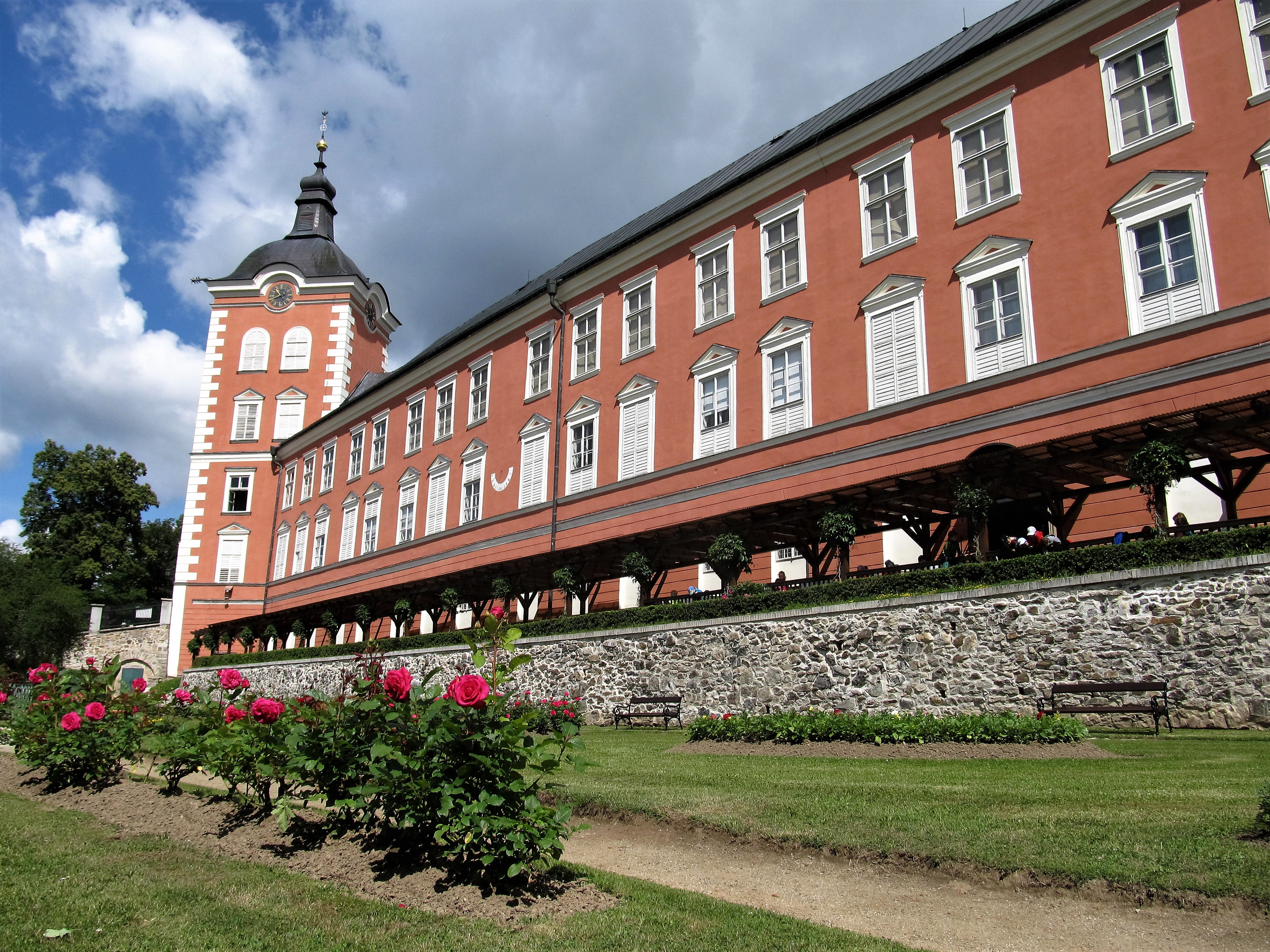
Pohled na zámek ze zahrady
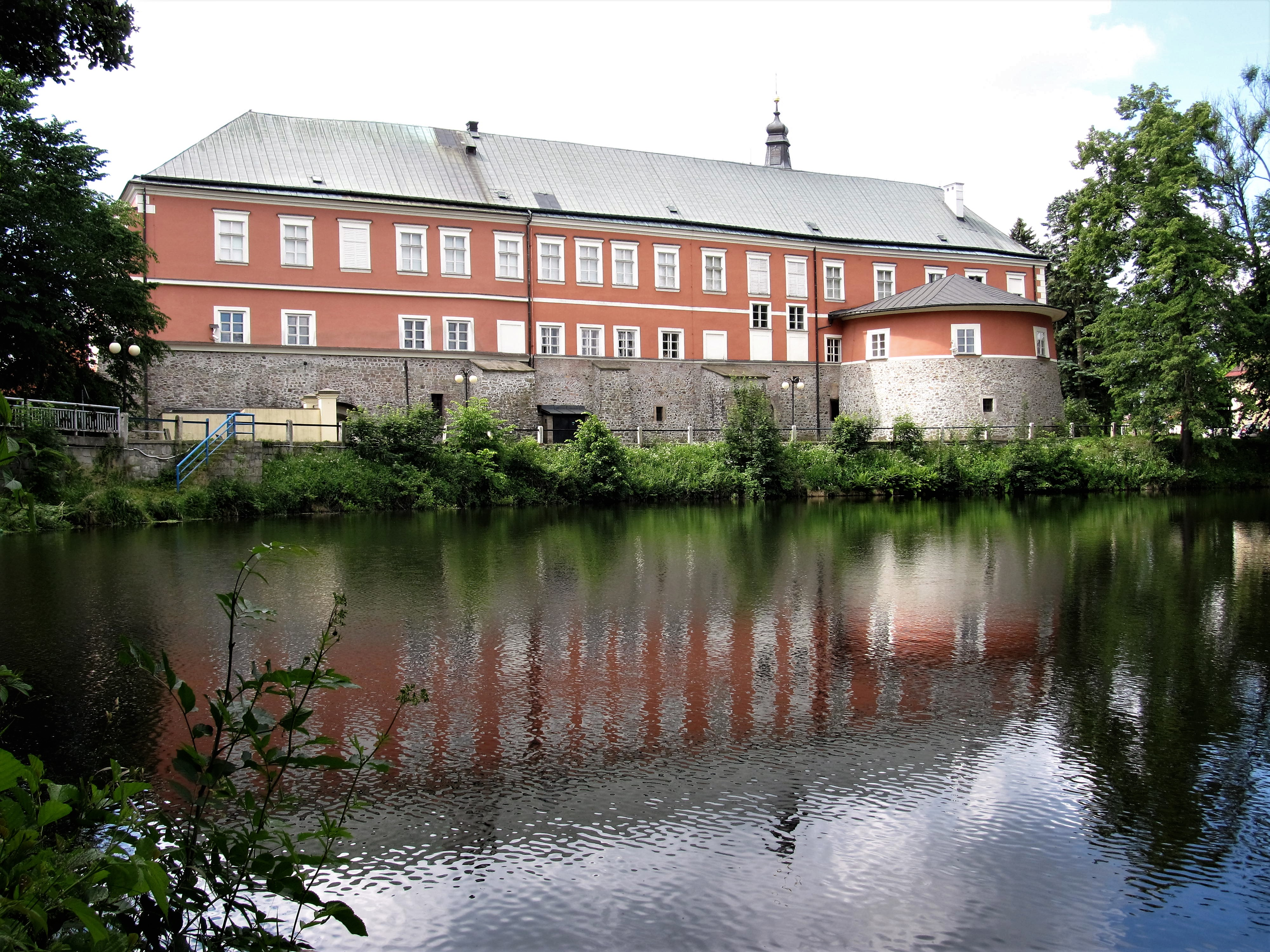
Zámek od Zámeckého rybníka
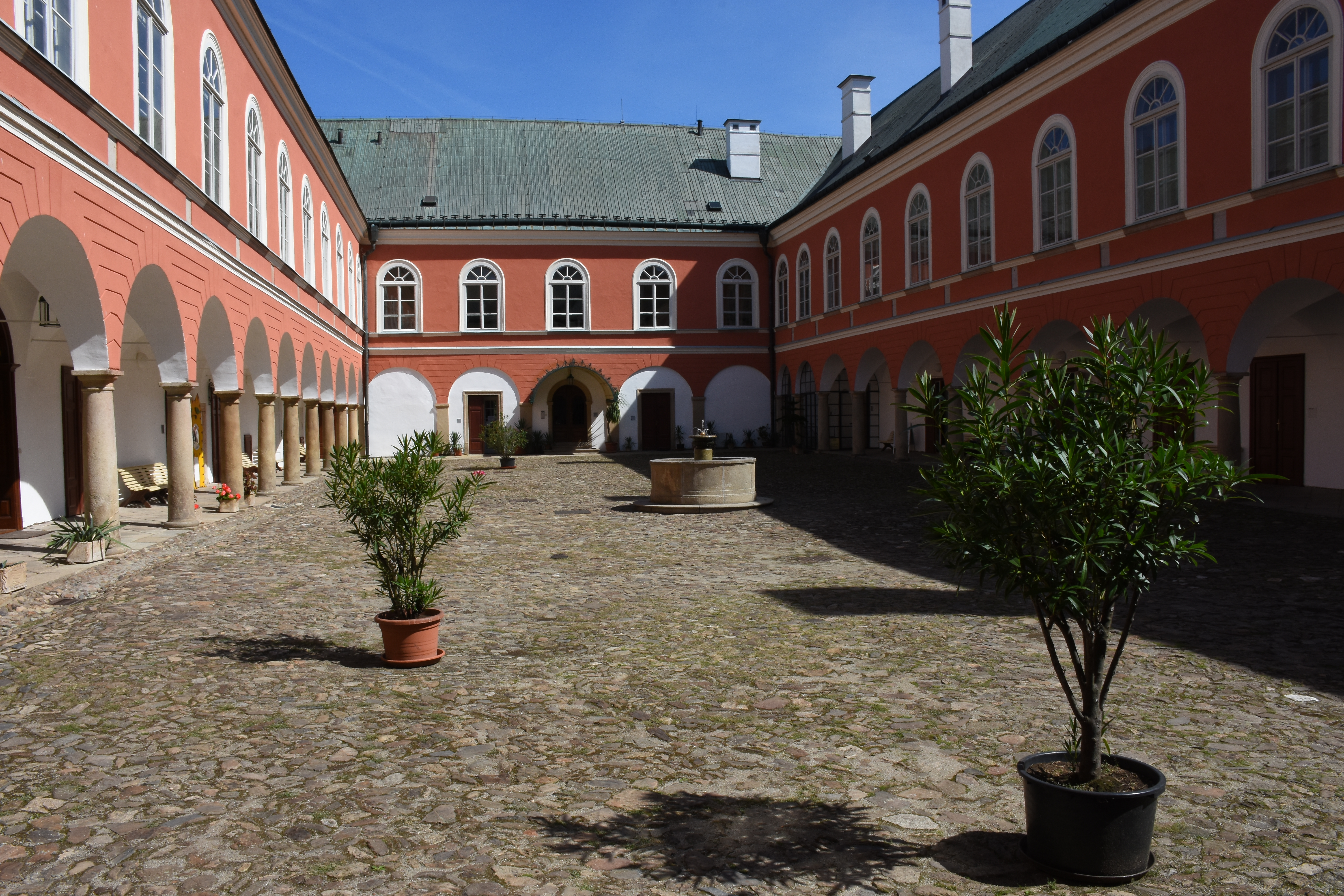
Nádvoří zámku
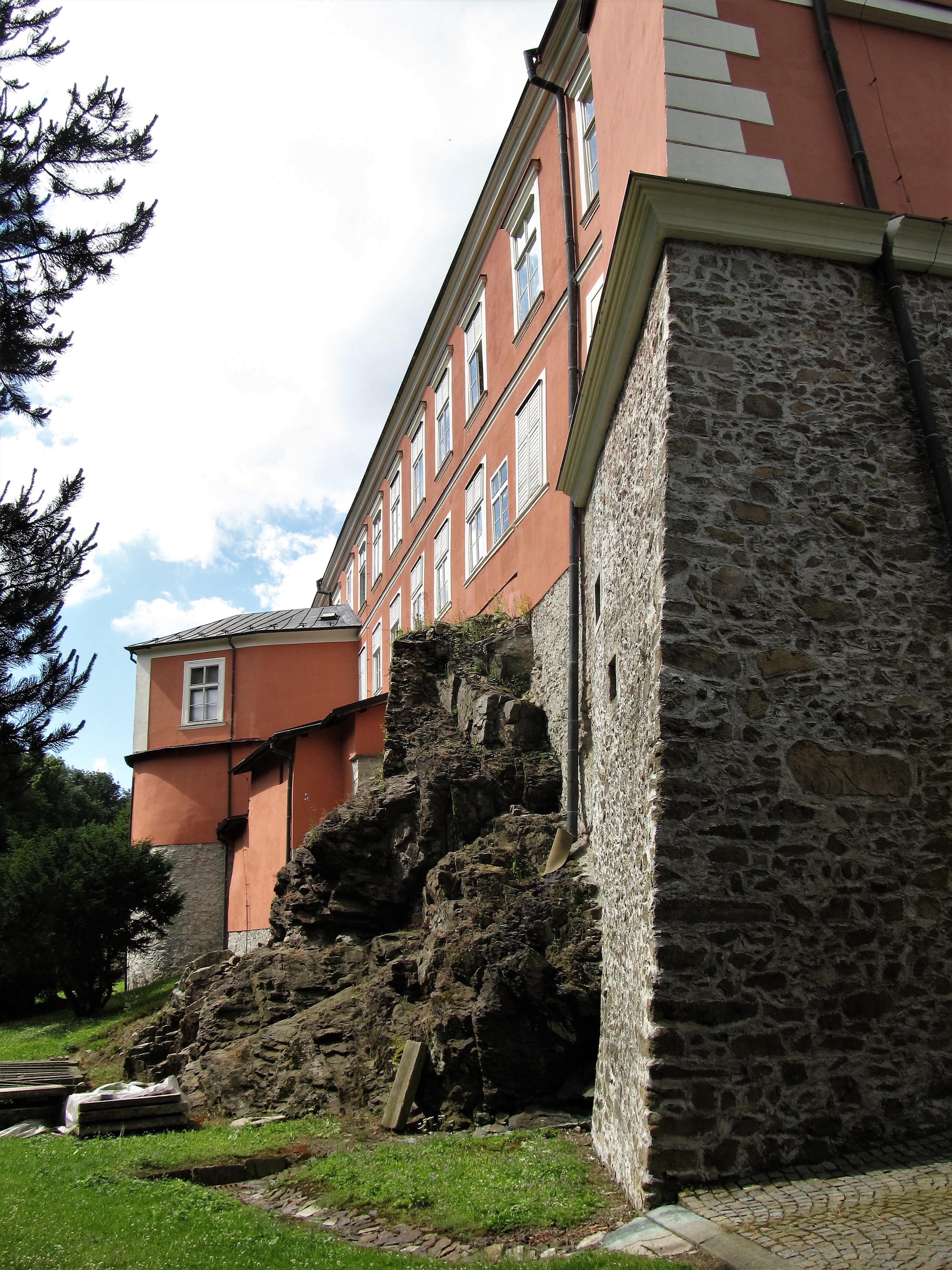
Východní křídlo zámku s pozůstatky hradu
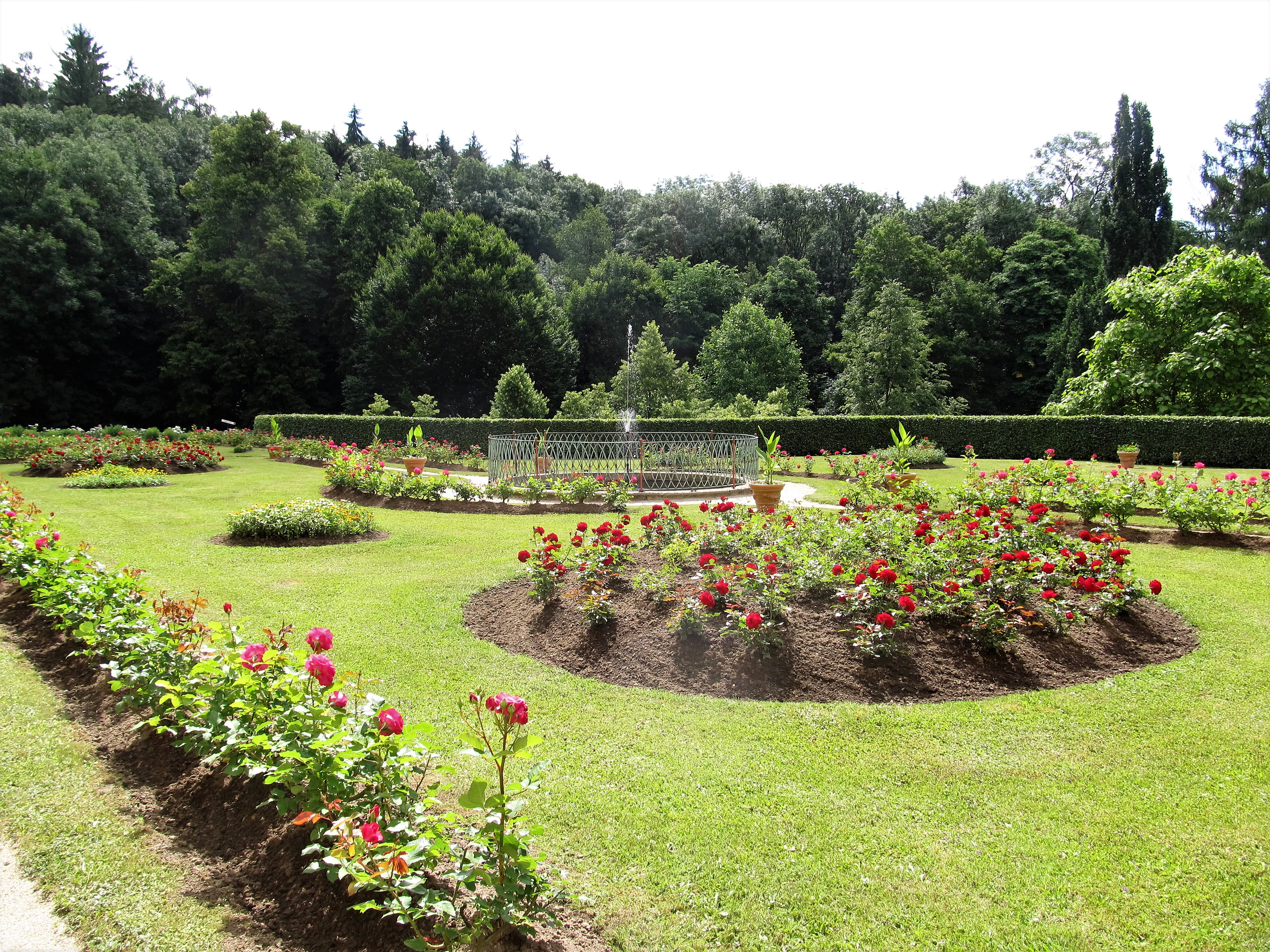
Zámecká zahrada
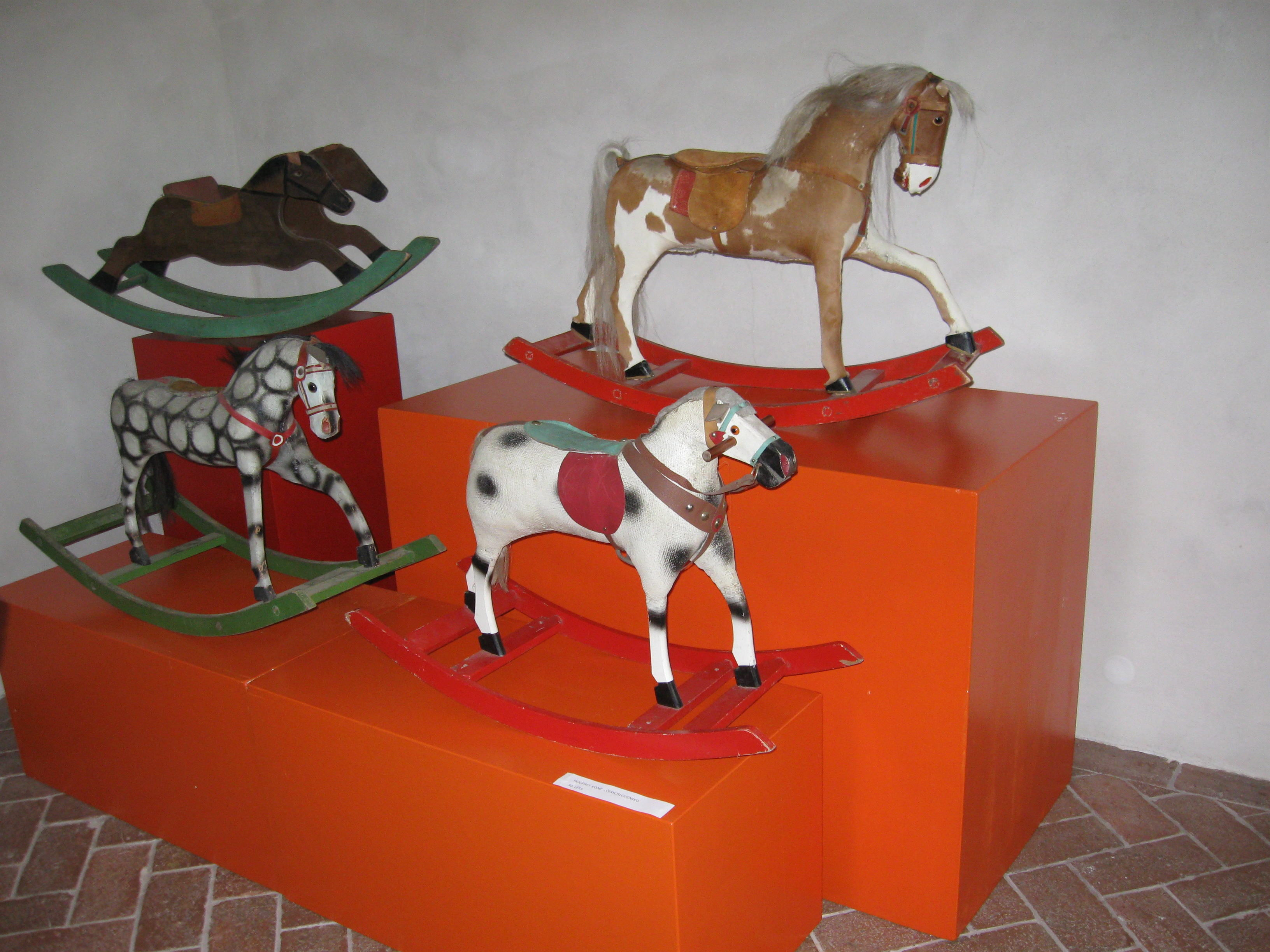
Hračkobraní na zámku
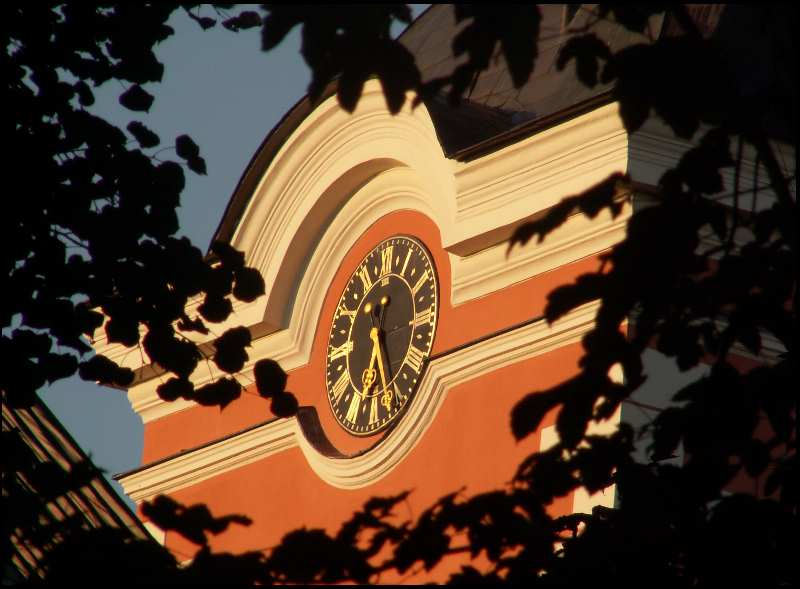
Průhled na zámecké hodiny
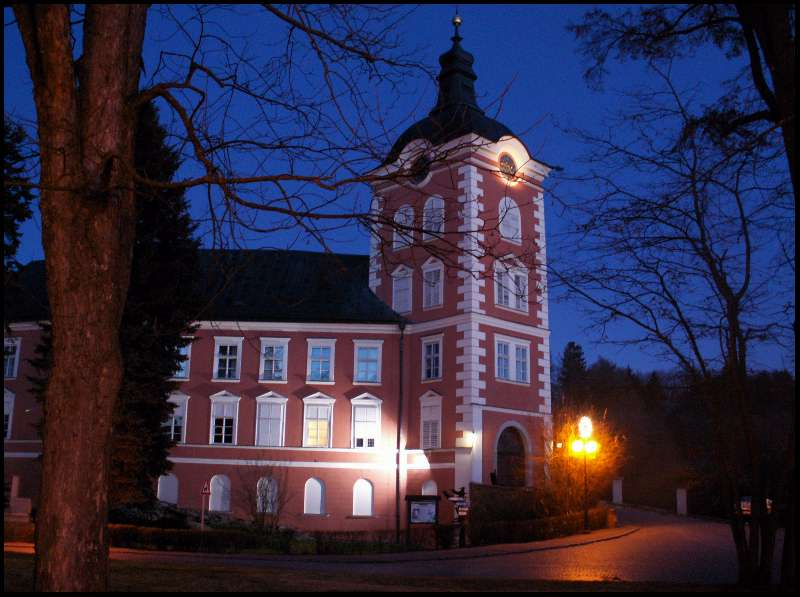
V podvečer